# Clarias intermedius
Clarias intermedius es una especie de pez de la familia Clariidae en el orden de los Siluriformes.

## Distribución geográfica
Se encuentra en Indonesia.